# Pukanec
Pukanec (maďarsky Bakabánya, německy Pugganz nebo Pukantz, turecky Bukabak) je obec na Slovensku v okrese Levice, někdejší významné horní město. V roce 2020 v něm žilo 1717 obyvatel.

## Poloha
Nachází se na jižním úbočí Štiavnických vrchů na povodí říčky Sikenice, na severovýchodním okraji Nitranského kraje, historicky v regionu Hont. V minulosti to bylo jedno z uherských královských báňských měst, kde se těžilo stříbro a jiné vzácné kovy. V Pukanci se nacházejí i naleziště ametystu.

## Dějiny

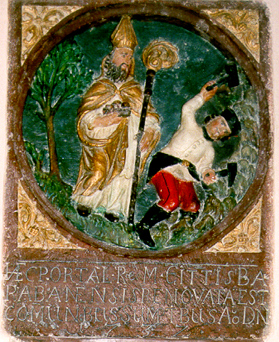
Znak města Pukanec v zasedací síni obecního úřadu

Původní latinský název obce byl zapsán villa Baka v roce 1075, kdy ji uherský král daroval nově založenému klášteru v Hronském Beňadiku). Název Pukanec nemá jednoznačné vysvětlení, podle etymologické příbuznosti může pocházet od jména Bukan rodu Hont-Poznanovců, kteří ovládali významnou část jihozápadního Slovenska již v předuherském období. Po objevení stříbrných žil a zahájení báňské činnosti se obec ve 13. století rozdělila na Tóth Baka a Nemeth Baka (tedy slovanská a německá Baka). Nemeth Baka bývá někdy vykládáno podle osadníků, kteří přišli do Uher po tatarském vpádu roku 1270. Z toho se vyvinuly formy Pvkancz, Puckano, Bocano, Buganz, Bacabanya, Pukanec. Čtyři štiavničtí měšťané Wernel, Wyllam, Thamar a Albert si od krále Bély IV. pronajali obce Pukanec, Bohunice a Dekýš. Přímá zpráva o stříbrných dolech v Pukanci (fodina argenti Bacabana) je v listině z roku 1321.
Uherský král Karel I. Robert v roce 1323 udělil obci městské výsady a v roce 1345 byl Pukanec prohlášen svobodným královským městem, spolu s dalšími horními městy, v nichž se těžilo stříbro a zlato (Banská Bystrica, Kremnica, Banská Belá, Banská Štiavnica, Ľubietová a Nová Baňa). Zároveň Pukanec obdržel městský znak a pečeť. Na pozdějším reliéfu městského znaku z roku 1487 (přeneseným ze zbořené městské brány na radnici), je vyobrazen patron svatý Mikuláš v biskupském oděvu s mitrou, berlou a třemi zlatými jablky na knize, chránící havíře, který ve slavnostní uniformě kutá stříbro.
Roku 1424 císař a uherský král Zikmund Lucemburský daroval Pukanec spolu s dalšími horními městy své druhé manželce Barboře a od té doby bylo město věnným majetkem uherských královen až do roku 1548, kdy získal horní města král Ferdinand I. Habsburský a udělil městu právo meče. Extrémně vysilující pracovní podmínky havířů ve stříbrných dolech si vyžádaly zřízení špitálu sv. Alžběty, s kostelem, obojí bylo v 19. století zbořeno.
Od roku 1564 začali do okolí Pukance podnikat nájezdy osmanští Turci. Úspěšně bránící Pukančany vážněji neohrožovali až do roku 1640. V tomto roce Turci Pukanec dobyli a vypálili, stejně tak v roce 1664, což mělo neblahý dopad na prosperitu města. 
Vytěžení ložisek stříbra vedlo k ukončení důlního provozu k roku 1842 a následně v rámci uherských územněsprávních reforem roku 1876 se Pukanec ze svobodného královského horního města stal řadovým městem Hontianské župy se zřízeným magistrátem, a roku 1891 pouhou obcí. Nebyl ani sídlem okresu, tím byly blízké Bátovce. Rozvoj brzdila i poloha mimo hlavní silnice a absence železnice. Periferní charakter zůstal Pukanci i za Československa, kdy se ocitl na samém okraji okresu Levice a Nitranského (příp. Západoslovenského) kraje, daleko od velkých měst.

## Demografický vývoj
Nejstarší údaj o počtu obyvatel Pukance je seznam daňových poplatníků z roku 1542. Tento seznam uvádí v Pukanci 177 poplatníků a 80 na nich závislých osob (rodinní příslušníci, sluhové, nájemníci). Na základě tohoto soupisu se odhaduje počet obyvatel města na 1180 osob. Na základě stejného zdroje se odhaduje počet obyvatel Nové Baně na 805, Ľubietové na 663 a Banské Belé na 522.
Tabulka zobrazuje počet obyvatel a konfesionální složení Pukance od prvního moderního sčítání obyvatelstva v Uhersku do současnosti. Až do roku 1953 byla administrativní součástí Pukance i obec Uhliská, pro srovnatelnost je její populace připočítána k obyvatelstvu v Pukanci i po jejím osamostatnění.
Na rozdíl od současnosti v 19. století tvořili většinu obyvatel Pukance evangelíci a.v. Evangelická většina byla výraznější bez započtení obce Uhliská. Např. v roce 1869 bylo mezi 2578 obyvateli města 1700 evangelíků.
|                               | 1869  | 1880  | 1890  | 1900  | 1910  | 1930  | 1950  | 1991  | 2001  | 2011  |
| Pukanec (včetně obce Uhliská) | 3 207 | 3 222 | 3 186 | 3 318 | 3 141 | 3 037 | 2 797 | 2 741 | 2 375 | 2 192 |
| Římskokatolická církev        | 45,2% | 45,2% | 46,6% | 48,8% | 51,8% | 58,4% | 66,3% | 57,7% | 65,5% | 61,5% |
| Evangelická církev a. v.      | 54,3% | 54,0% | 53,0% | 50,9% | 48,0% | 41,4% | 33,6% | 21,1% | 18,4% | 16,0% |
| Jiné a bez vyznání            | 0,5%  | 0,9%  | 0,3%  | 0,3%  | 0,1%  | 0,3%  | 0,1%  | 30,2% | 24,5% | 22,5% |
| Pukanec (bez obce Uhliská)    | 2 578 |       |       |       |       | 2 481 |       | 2 457 | 2 155 | 1 990 |

Pozn. V roce 1991 včetně obce Bohunice.

## Památky
- Římskokatolický kostel sv. Mikuláše – dvoulodní raně gotická bazilika ze 13. století se síťovou klenbou z roku 1505 a hranolovou věží; mezi jihoslovenskými kostely má vzácně dochovaný interiér s pěti gotickými oltářiː
- hlavní oltář se skupinou Ukřižování se třemi lotry, po stranách čtyři malované pašijové scény, z konce 15. století
- oltář se sochou Panny Marie Assumpty mezi čtyřmi soškami svatých panen a čtyřmi malovanými scénami ze života Panny Marie, z let 1470-1480
- oltář Korunování Panny Marie z roku 1484
- oltář sv. Josefa se čtyřmi malbami evangelistů z třetí čtvrtiny 15. století, uprostřed socha sv. Josefa s Ježíškem z 19. století
- oltář Krista Spasitele z roku 1488 od mistra Pavla z Budína
- oltář sv. Jana Nepomuckého - barokní z poloviny 18. století
- gotické věžové sanktuarium na tordovaném sloupku v presbytáři
- barokní kazatelna
- Dolní brána, pravděpodobně součást opevnění z let 1578-1595. V roce 1899 ji bez povolení vrchnosti dal zbourat městský notář Július Ciglan [8] Nápisová deska o rekonstrukci brány  roce 1737 spolu se znakem města Pukanec byly sňaty a zazděny v zasedacím sále radnice, nyní obecního úřadu obce Pukanec.[9] Zachovaly se dvě historické fotografie brány a jedno zobrazení brány na nejstarší známé historické pohlednici Pukance z roku 1902. Na zobrazení z pohlednice je vidět i třetí okno, zakryté na druhém záběru stromem. Na záběru zvenku je vidět dnes již neexistující věž evangelického tolerančního kostela v Pukanci.
- Zbytky hradeb ze 16. století
- Evangelický kostel - funkcionalistická stavba z roku 1935
- Statue  Nejsvětější Trojice - barokní, se sochami sv. Mikuláše, sv. Rocha a sv. Šebestiána
- Radnice - barokní stavba, původně báňský soud
- Naučná stezka po stopách starého rudného hornictví v Pukanci - otevřená 27. května 2005 [10]
- Expozice pukanecké historie

## Galerie

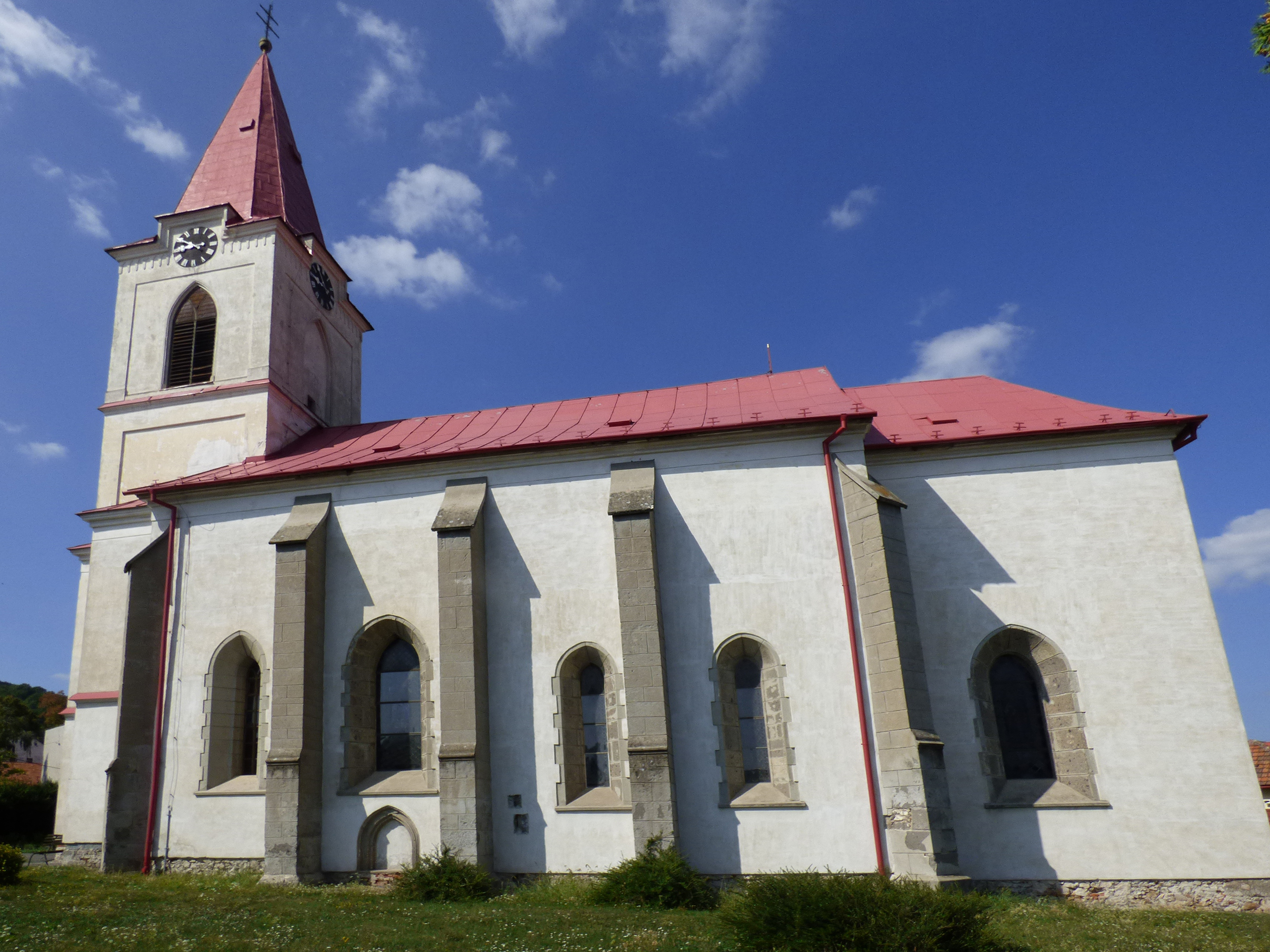
Kostela sv. Mikuláše
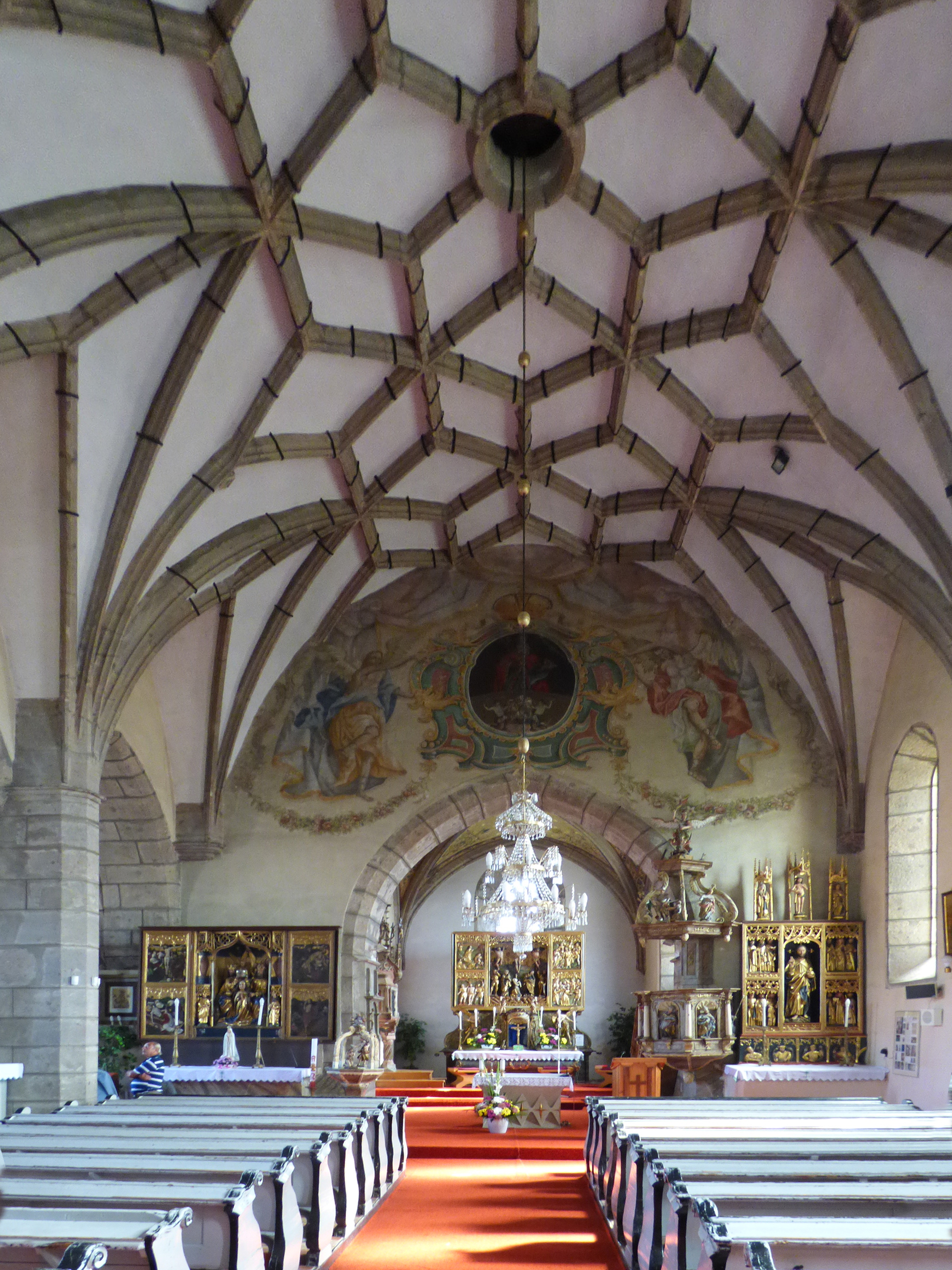
Hlavní loď kostela sv. Mikuláše
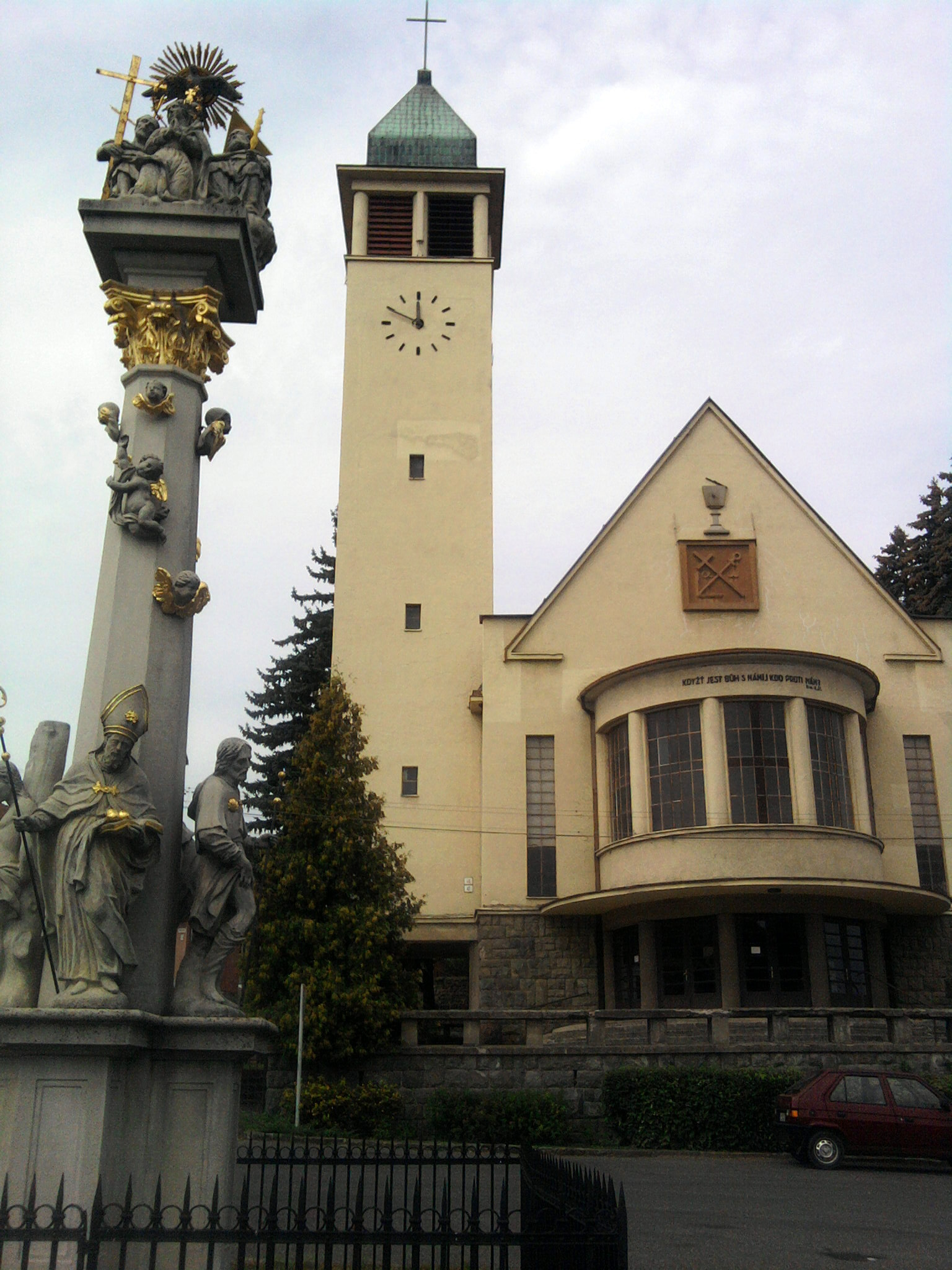
Evangelický kostel
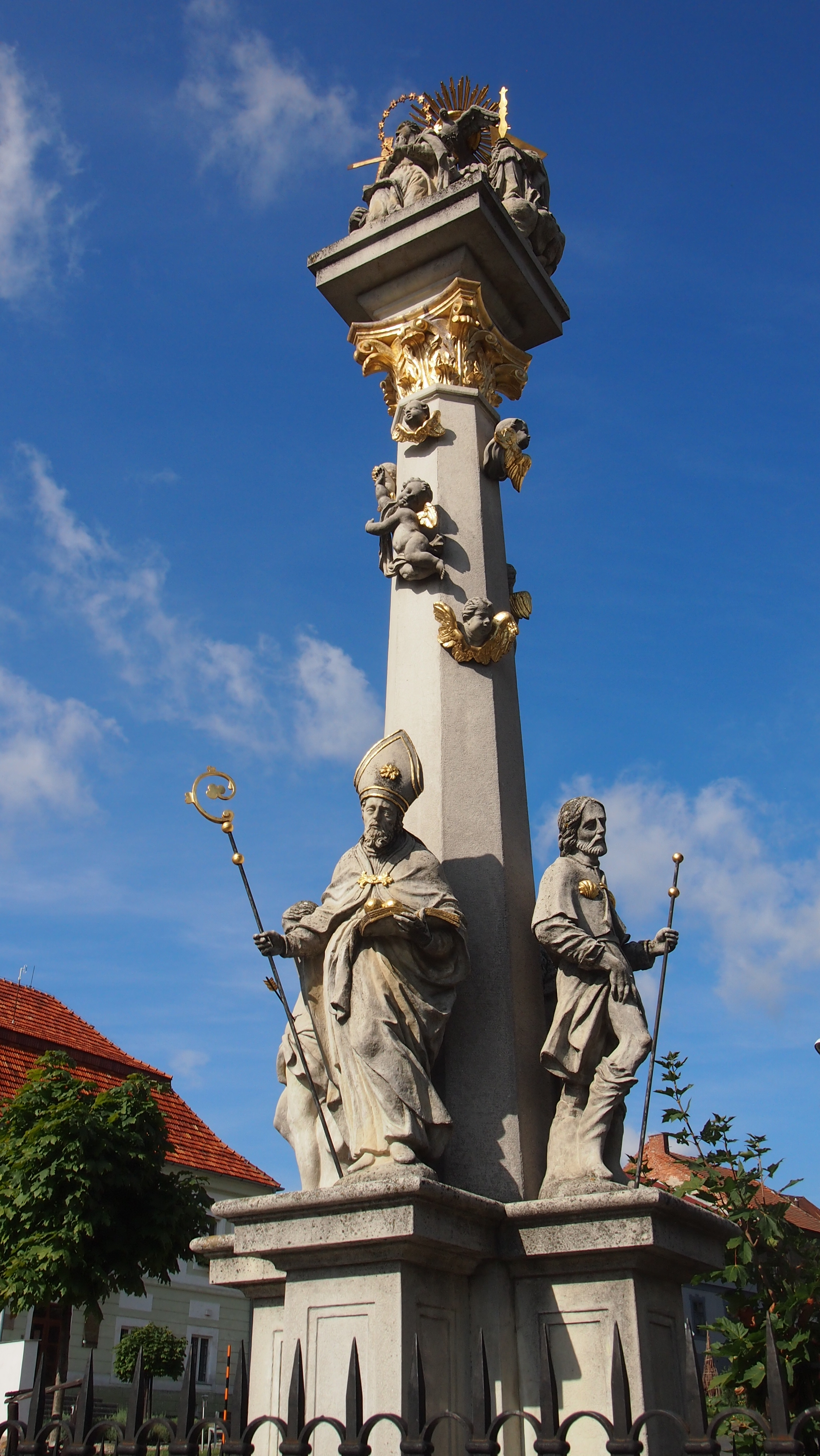
Sloup Nejsv. Trojice
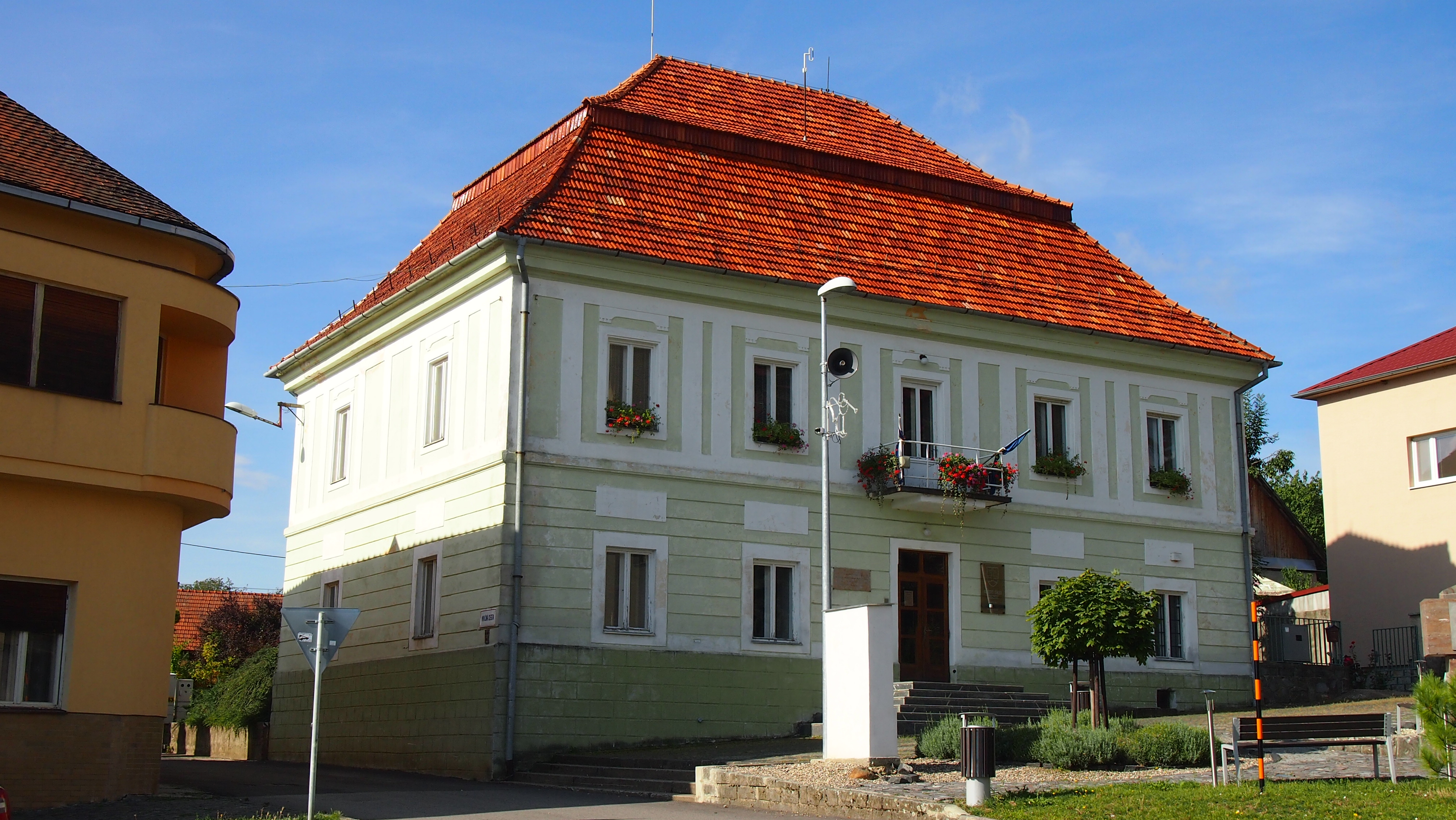
Radnice
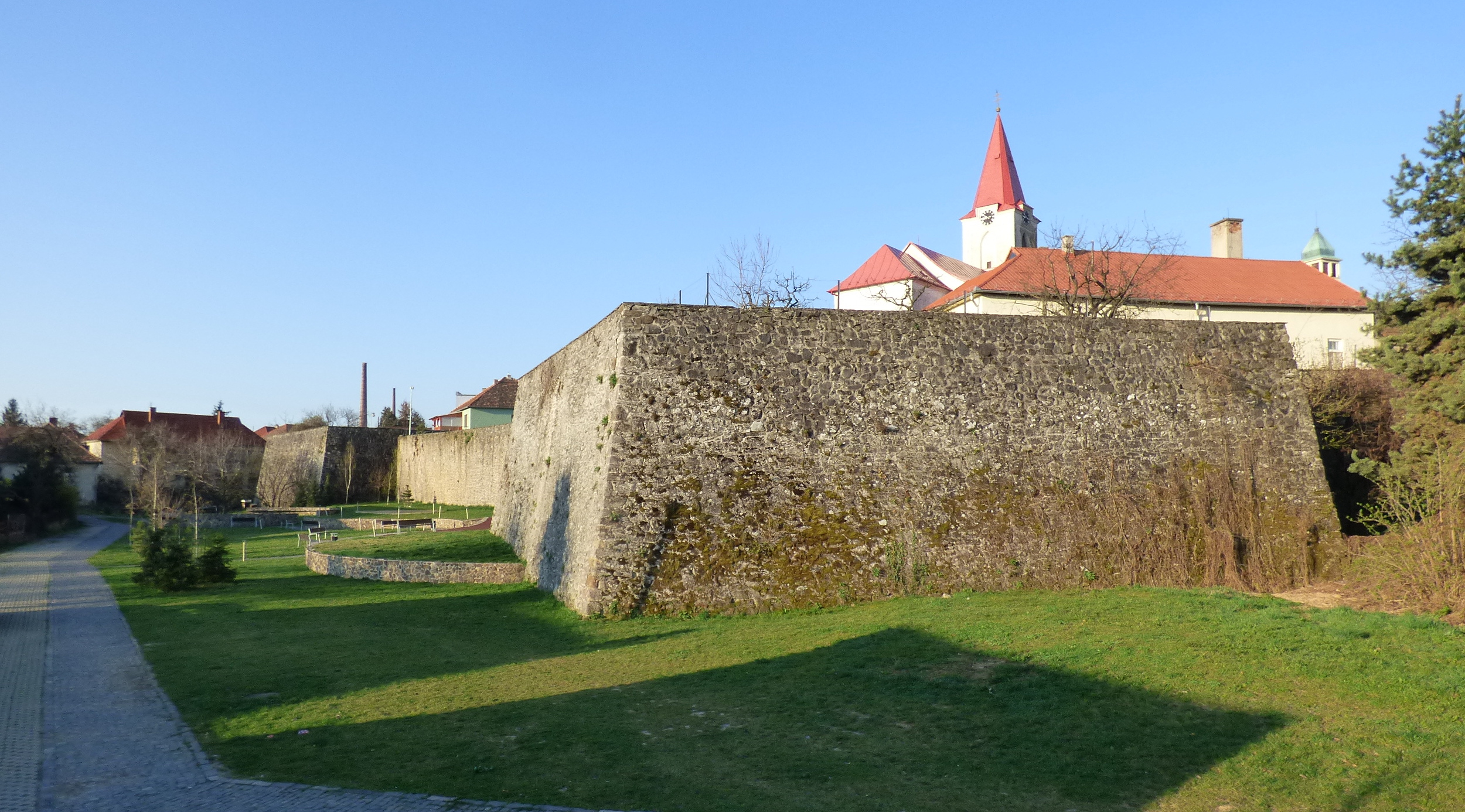
Renesanční hradby
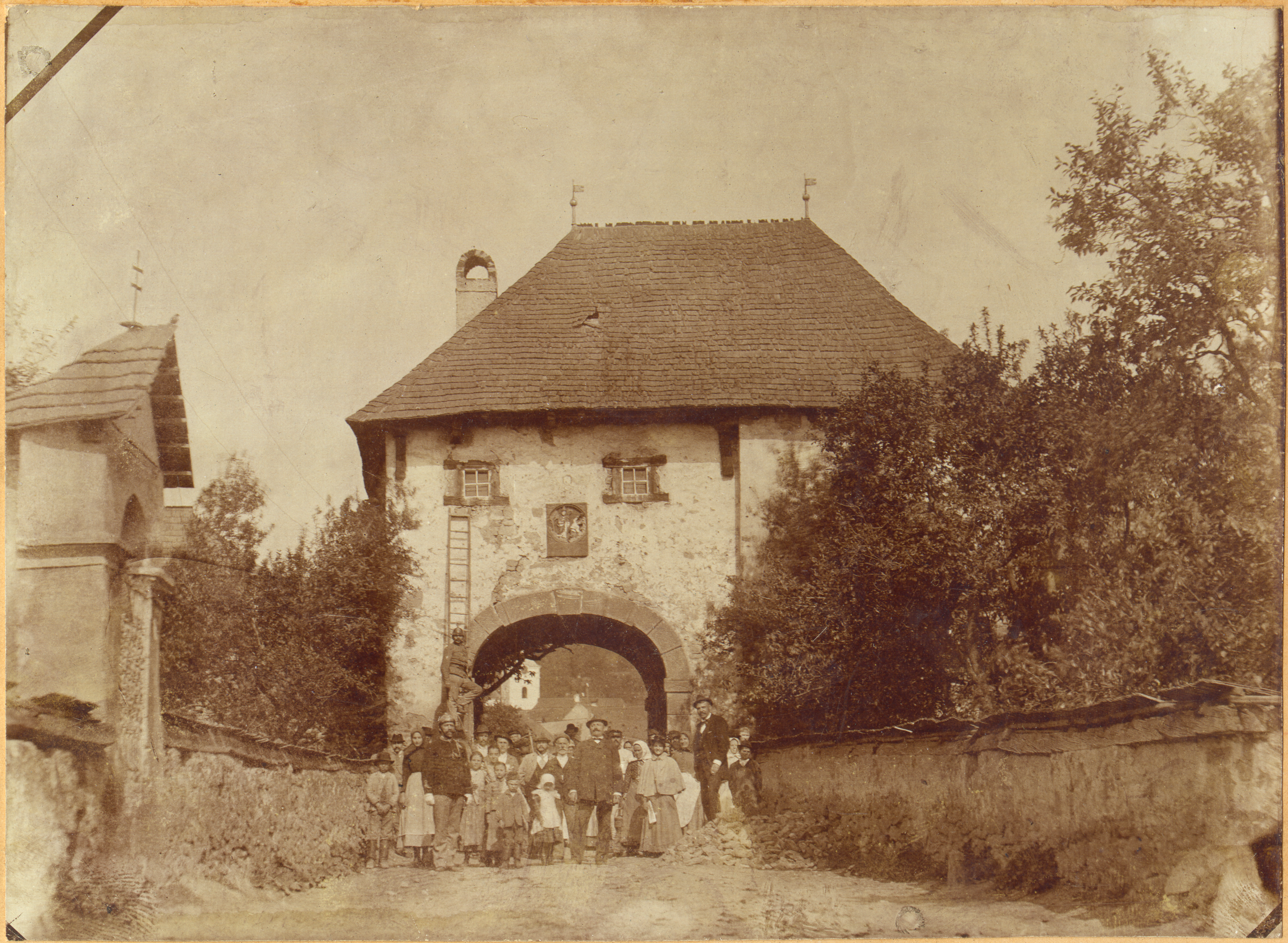
Dolní městská brána zbouraná v roce 1899

## Osobnosti
- Ľudovít Bakoš, slovenský vysokoškolský pedagog a veřejný činitel (rodák)
- Andrej Chudoba, spisovatel a scenárista (rodák)
- Ján Miloslav Bahna, architekt (rodák)
- Vladimír Bahna - působil zde